# Progression
Progression – drugi album studyjny Markusa Schulza.

## Lista utworów
| Lista utworów | Lista utworów                                            | Lista utworów |
| Nr            | Tytuł utworu                                             | Długość       |
| ------------- | -------------------------------------------------------- | ------------- |
| 1.            | „I Am” (featuring Chakra)                                | 6:27          |
| 2.            | „Spilled Cranberries”                                    | 4:02          |
| 3.            | „On a Wave” (featuring Anita Kelsey)                     | 5:31          |
| 4.            | „Lost Cause” (featuring Carrie Skipper)                  | 6:42          |
| 5.            | „Mainstage”                                              | 1:27          |
| 6.            | „Fly to Colors”                                          | 7:19          |
| 7.            | „Let It Go”                                              | 5:27          |
| 8.            | „Daydream” (featuring Andy Moor)                         | 5:54          |
| 9.            | „SLA9”                                                   | 6:21          |
| 10.           | „Perfect” (featuring Dauby Tallles)                      | 6:33          |
| 11.           | „Trinidad to Miami”                                      | 7:55          |
| 12.           | „Cause You Know” (featuring Departure)                   | 7:57          |
| 13.           | „Cause You Know (Is This the End)” (featuring Departure) | 5:50          |
|               |                                                          | 1:17:25       |